# Првча
Првча је насељено место у саставу града Нове Градишке у Бродско-посавској жупанији, Република Хрватска.

## Историја
До територијалне реорганизације у Хрватској налазила се у саставу старе општине Нова Градишка.

## Становништво
На попису становништва 2011. године, Првча је имала 752 становника.

## Попис 1991.
На попису становништва 1991. године, насељено место Првча је имало 877 становника, следећег националног састава:
| Попис 1991.‍  | Попис 1991.‍  | Попис 1991.‍ | Попис 1991.‍ | Попис 1991.‍ |
| ------------ | ------------ | ----------- | ----------- | ----------- |
|              |              |             |             |             |
| Хрвати       | Хрвати       |             | 659         | 75,14%      |
| Срби         | Срби         |             | 140         | 15,96%      |
| Југословени  | Југословени  |             | 23          | 2,62%       |
| Украјинци    | Украјинци    |             | 3           | 0,34%       |
| Пољаци       | Пољаци       |             | 2           | 0,22%       |
| Италијани    | Италијани    |             | 1           | 0,11%       |
| остали       | остали       |             | 3           | 0,34%       |
| неопредељени | неопредељени |             | 29          | 3,30%       |
| непознато    | непознато    |             | 17          | 1,93%       |
| укупно: 877  |              |             |             |             |